# Zagłębiowski Park Sportowy
El Zagłębiowski Park Sportowy (en español: Parque deportivo Zagłębiowski), llamado también ArcelorMittal Park por razones de patrocinio, es un estadio de fútbol ubicado en la ciudad de Sosnowiec, Polonia.
El complejo consta además del Stadion Zimowy (estadio de invierno) un estadio para el hockey sobre hielo y un estadio cubierto el Arena Sosnowiec para juegos de voleibol y baloncesto.

## Estadio de fútbol
El estadio de fútbol con capacidad para 11.547 personas es la sede principal del complejo. Es la sede del equipo Zagłębie Sosnowiec, club que milita en la I Liga de Polonia, pero también acogerá partidos en casa del Raków Częstochowa en competiciones europeas, ya que el Estadio Municipal de Częstochowa no cumple con los requisitos de la UEFA para albergar este tipo de juegos.
El proyecto del nuevo complejo fue presentado por JSK Architekci en octubre de 2016, para proporcionar el diseño del estadio, el polideportivo y la pista de hielo.
En julio de 2022, la compañía siderúrgica ArcelorMittal se convirtió en el patrocinador principal de todo el complejo, y el estadio de fútbol recibió el nombre comercial de ArcelorMittal Park.
La inauguración del estadio tuvo lugar el 25 de febrero de 2023, asistieron el alcalde de la ciudad, el presidente de Asociación Polaca de Fútbol Cezary Kulesza y los legendarios jugadores de Zagłębie Jerzy Pielok, Zbigniew Myga y Władysław Szaryński. El partido de inauguración lo disputaron el Zagłębie Sosnowiec y el GKS Katowice, con triunfo del local por 2:1 ante 11.600 espectadores.
El primer partido internacional se diputó el 22 de agosto de 2023, cuando el Raków Częstochowa se enfrentó al FC Copenhague por la cuarta ronda de clasificación de la Liga de Campeones de la UEFA 2023-24.

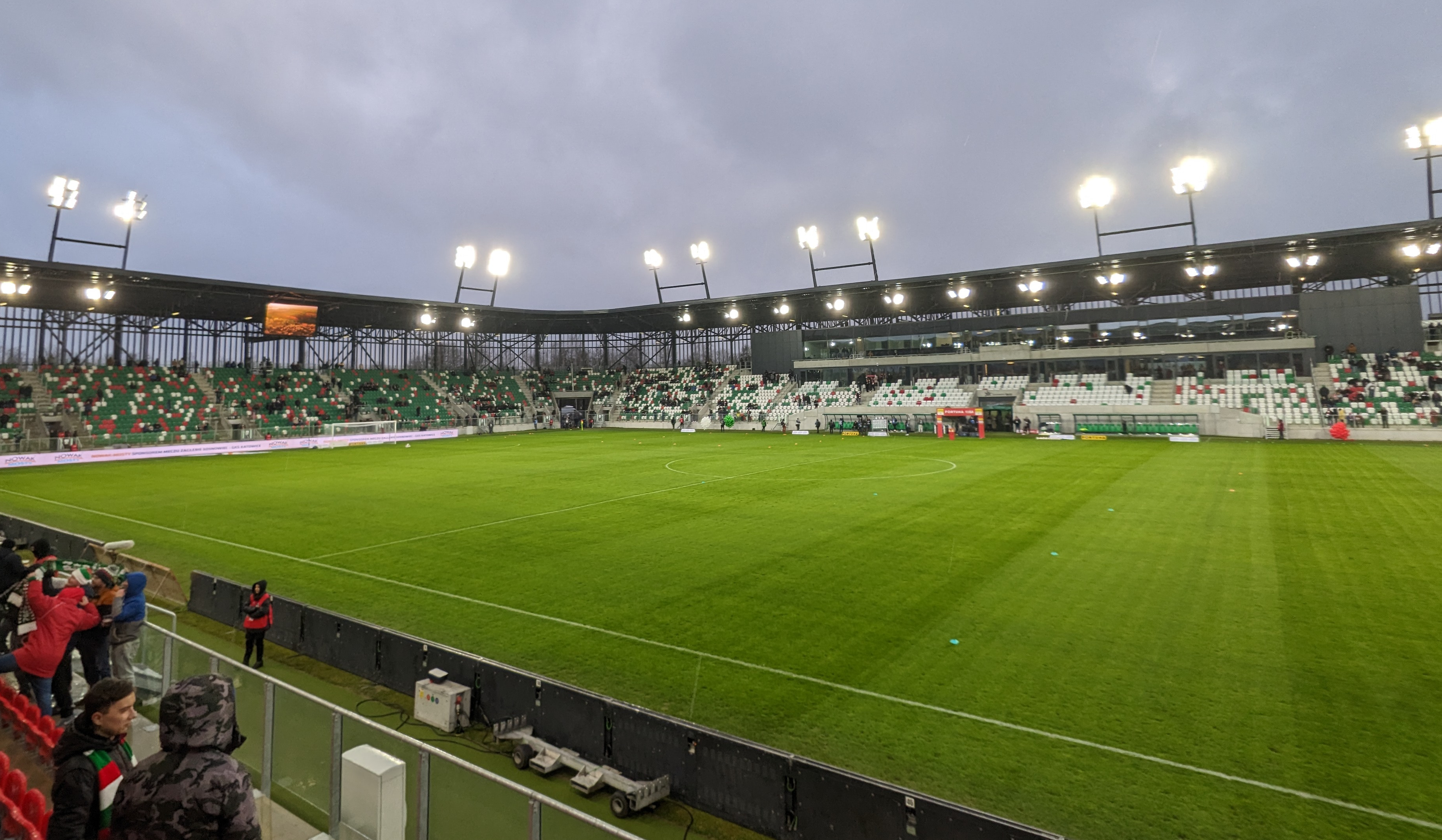
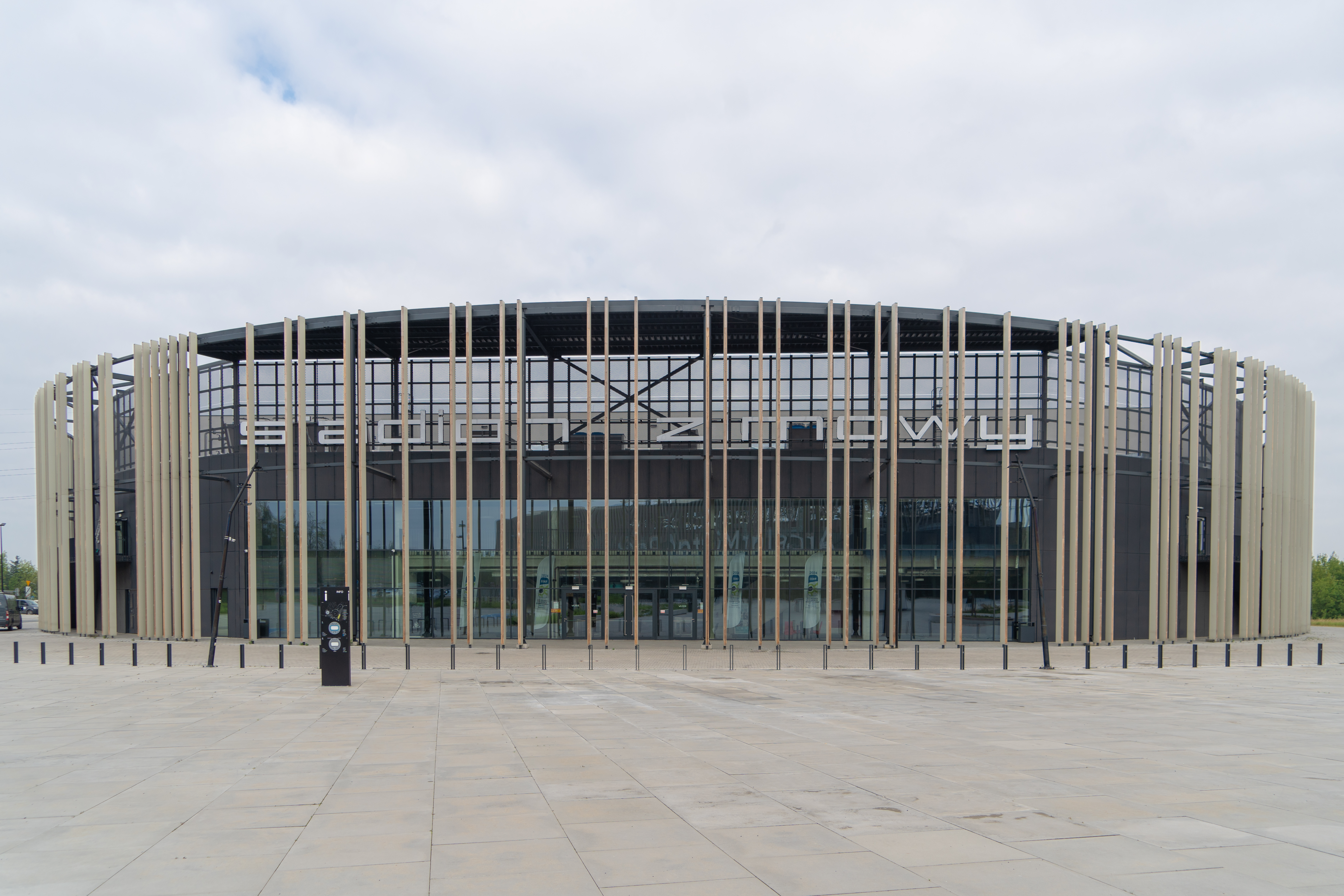
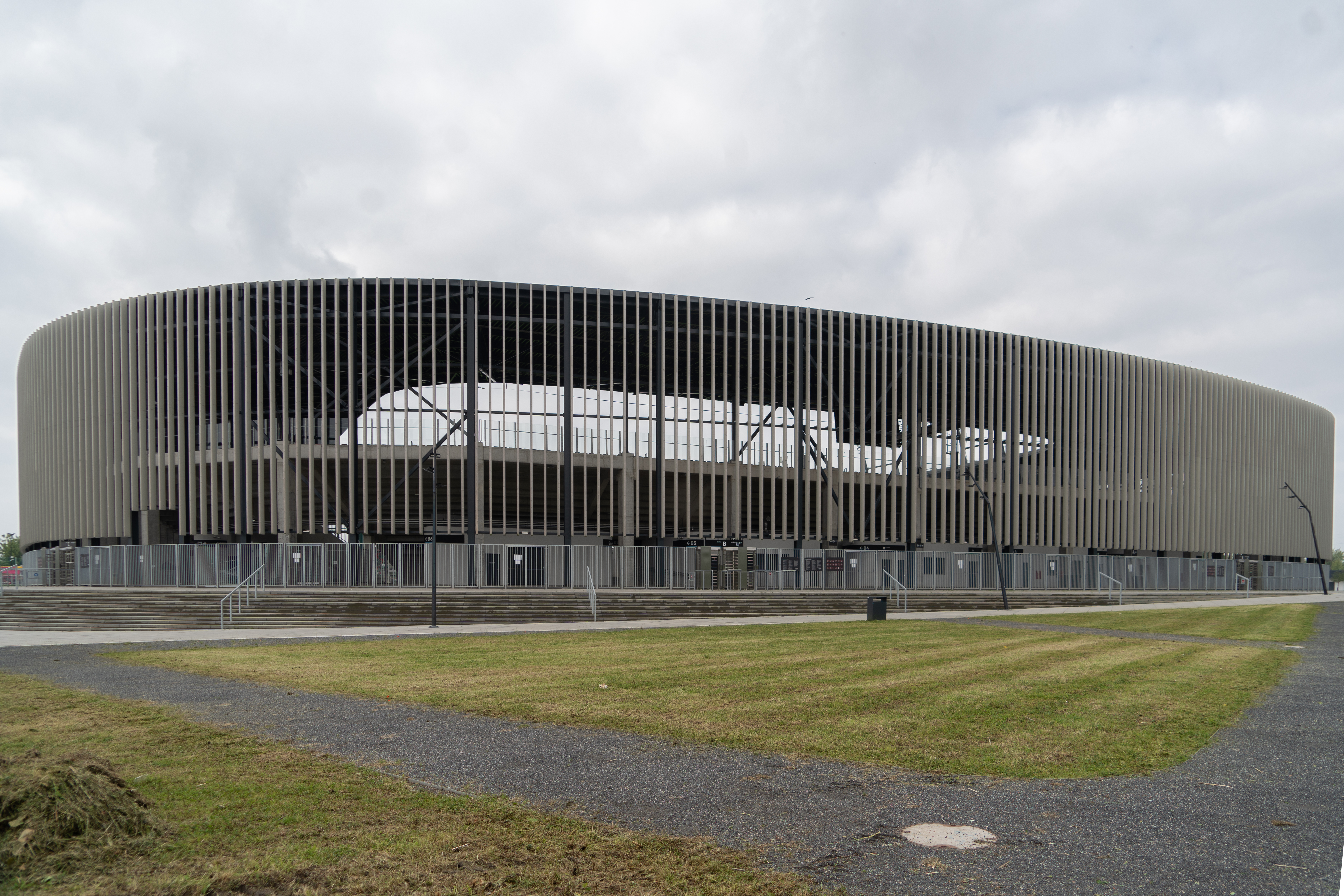
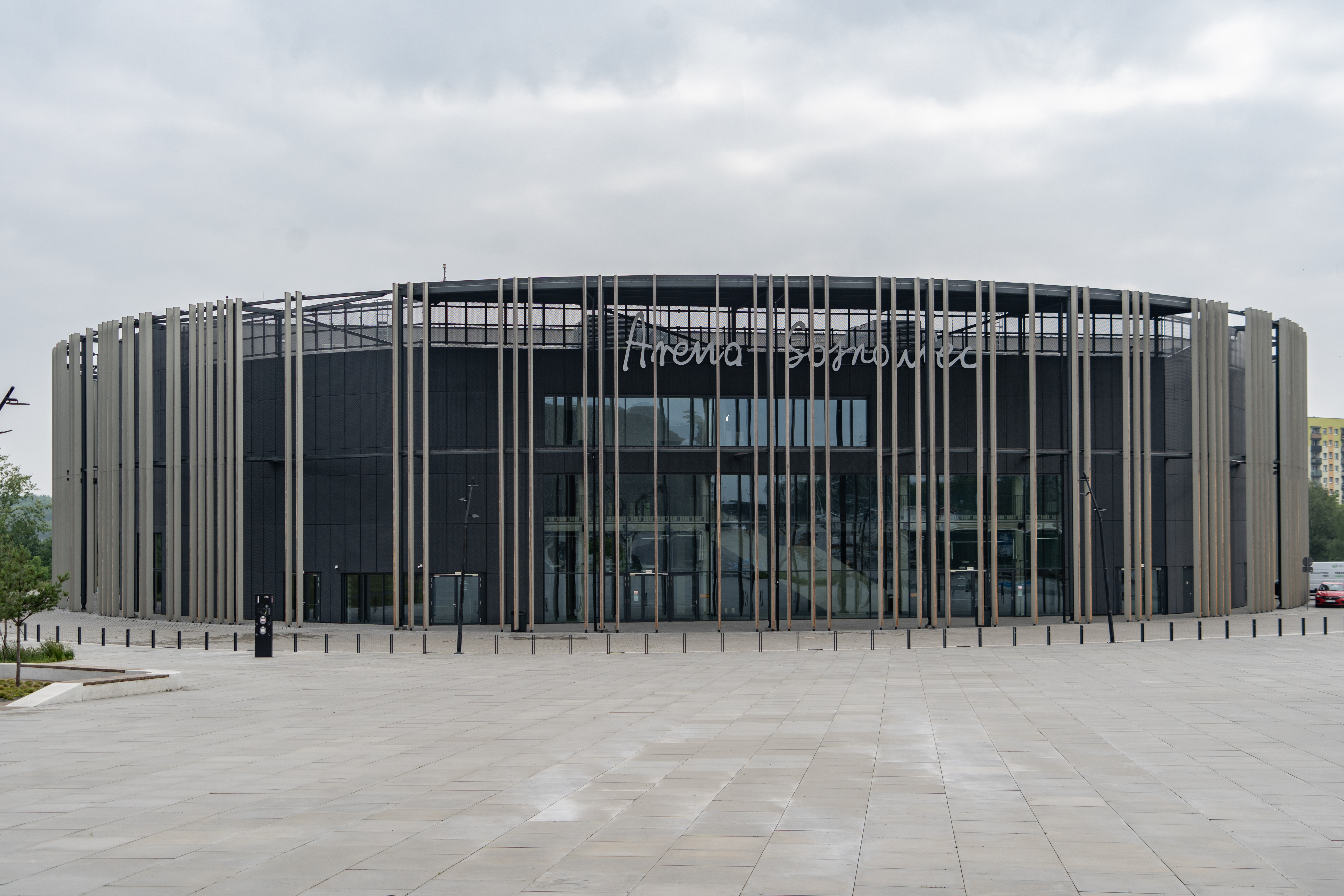

- Wikimedia Commons alberga una categoría multimedia sobre Zagłębiowski Park Sportowy.